# Séries éliminatoires de la Coupe Stanley 1964
Année précédente Année suivante
Les séries éliminatoires de la Coupe Stanley 1964 font suite à la saison 1963-1964 de la Ligue nationale de hockey. Les Maple Leafs de Toronto remportent la Coupe Stanley en battant en finale les Red Wings de Détroit sur le score de 4 matchs à 3.

## Tableau récapitulatif
|  | Demi-finales                             | Demi-finales                             |         |   | Finale de la Coupe Stanley              | Finale de la Coupe Stanley              |
|  | Demi-finales                             | Demi-finales                             |         |   | Finale de la Coupe Stanley              | Finale de la Coupe Stanley              |
|  |                                          |                                          |         |   |                                         |                                         |
|  | 26, 28, 31 mars, 2, 4, 7 et 9 avril 1964 | 26, 28, 31 mars, 2, 4, 7 et 9 avril 1964 |         |   | 11, 14, 16, 18, 21, 23 et 25 avril 1964 | 11, 14, 16, 18, 21, 23 et 25 avril 1964 |
|  | 26, 28, 31 mars, 2, 4, 7 et 9 avril 1964 | 26, 28, 31 mars, 2, 4, 7 et 9 avril 1964 |         |   | 11, 14, 16, 18, 21, 23 et 25 avril 1964 | 11, 14, 16, 18, 21, 23 et 25 avril 1964 |
|  | Toronto                                  | 4                                        |         |   | 11, 14, 16, 18, 21, 23 et 25 avril 1964 | 11, 14, 16, 18, 21, 23 et 25 avril 1964 |
|  | Toronto                                  | 4                                        |         |   | 11, 14, 16, 18, 21, 23 et 25 avril 1964 | 11, 14, 16, 18, 21, 23 et 25 avril 1964 |
|  | Montréal                                 | 3                                        |         |   | 11, 14, 16, 18, 21, 23 et 25 avril 1964 | 11, 14, 16, 18, 21, 23 et 25 avril 1964 |
|  | Montréal                                 | 3                                        | Toronto | 4 |                                         |                                         |
|  | 26, 29, 31 mars, 2, 5, 7 et 9 avril 1964 |                                          | Toronto | 4 |                                         |                                         |
|  |                                          | Détroit                                  | 3       |   |                                         |                                         |
|  | Détroit                                  | Détroit                                  | 3       | 4 |                                         |                                         |
|  | Détroit                                  |                                          |         | 4 |                                         |                                         |
|  | Chicago                                  | 3                                        |         |   |                                         |                                         |
|  | Chicago                                  | 3                                        |         |   |                                         |                                         |

## Détails des séries

### Demi-finales de la Coupe Stanley

#### Montréal contre Toronto
| 26 mars | Canadiens de Montréal | 2-0 (1-0, 1-0, 0-0) | Maple Leafs de Toronto | Forum de Montréal |

| Feuille de match | Feuille de match                                                                  | Feuille de match | Feuille de match | Feuille de match                                      |
| ---------------- | --------------------------------------------------------------------------------- | ---------------- | ---------------- | ----------------------------------------------------- |
|                  | Geoffrion (Talbot, Provost) — 6 min 43 s Backstrom (Provost, Balon) — 29 min 32 s | 1-0 2-0          | - -              | Arbitrage : Frank Udvari Neil Armstrong, George Hayes |
| Hodge            | Gardiens                                                                          | Bower            |                  | Arbitrage : Frank Udvari Neil Armstrong, George Hayes |
|                  |                                                                                   |                  |                  | Arbitrage : Frank Udvari Neil Armstrong, George Hayes |
| 25               | Tirs                                                                              | 32               |                  | Arbitrage : Frank Udvari Neil Armstrong, George Hayes |

| 28 mars | Canadiens de Montréal | 1-2 (0-2, 1-0, 0-0) | Maple Leafs de Toronto | Forum de Montréal |

| Feuille de match | Feuille de match                                    | Feuille de match | Feuille de match                                                           | Feuille de match                                  |
| ---------------- | --------------------------------------------------- | ---------------- | -------------------------------------------------------------------------- | ------------------------------------------------- |
|                  | - Béliveau (Ferguson, Geoffrion) — 35 min 29 s (SN) | 0-1 0-2 1-2      | Kelly (Mahovlich) — 8 min 56 s Mahovlich (Kelly, Armstrong) — 12 min 3 s - | Arbitrage : Art Skov Neil Armstrong, George Hayes |
| Hodge            | Gardiens                                            | Bower            |                                                                            | Arbitrage : Art Skov Neil Armstrong, George Hayes |
|                  |                                                     |                  |                                                                            | Arbitrage : Art Skov Neil Armstrong, George Hayes |
| 25               | Tirs                                                | 22               |                                                                            | Arbitrage : Art Skov Neil Armstrong, George Hayes |

| 31 mars | Maple Leafs de Toronto | 2-3 (1-1, 1-0, 0-2) | Canadiens de Montréal | Maple Leaf Gardens |

| Feuille de match | Feuille de match                                                            | Feuille de match    | Feuille de match                                                                                               | Feuille de match                                 |
| ---------------- | --------------------------------------------------------------------------- | ------------------- | --- | ------------------------------------------------ |
|                  | Pulford (Stanley) — 3 min 40 s - Pulford (Shack, Stewart) — 36 min 55 s - - | 1-0 1-1 2-1 2-2 2-3 | - Provost (Richard, Laperrière) — 4 min 21 s - Tremblay (Hicke, Backstrom) — 57 min 25 s Richard — 59 min 35 s | Arbitrage : Vern Buffey Ron Wicks, Matt Pavelich |
| Bower            | Gardiens                                                                    | Hodge               | | Arbitrage : Vern Buffey Ron Wicks, Matt Pavelich |
|                  |                                                                             |                     | | Arbitrage : Vern Buffey Ron Wicks, Matt Pavelich |
| 26               | Tirs                                                                        | 28                  | | Arbitrage : Vern Buffey Ron Wicks, Matt Pavelich |

| 2 avril | Maple Leafs de Toronto | 5-3 (2-1, 3-1, 0-1) | Canadiens de Montréal | Maple Leaf Gardens |

| Feuille de match | Feuille de match | Feuille de match                | Feuille de match                                                                            | Feuille de match                                 |
| ---------------- | --- | ------------------------------- | ------------------------------------------------------------------------------------------- | ------------------------------------------------ |
|                  | Bathgate (Mahovlich) — 2 min 59 s (SN) - Armstrong (Mahovlich, McKenney) — 16 min 34 s (SN) Kelly (Armstrong, Mahovlich) — 28 min 42 s (SN) Mahovlich (Kelly) — 30 min 8 s - Mahovlich (McKenney, Bathgate) — 39 min 40 s (SN) - | 1-0 1-1 2-1 3-1 4-1 4-2 5-2 5-3 | - Tremblay — 9 min 42 s (IN) - Béliveau (Tremblay) — 39 min 65 s - Laperrière — 40 min 26 s | Arbitrage : John Ashley Ron Wicks, Matt Pavelich |
| Bower            | Gardiens | Hodge                           |                                                                                             | Arbitrage : John Ashley Ron Wicks, Matt Pavelich |
|                  | |                                 |                                                                                             | Arbitrage : John Ashley Ron Wicks, Matt Pavelich |
| 31               | Tirs | 34                              |                                                                                             | Arbitrage : John Ashley Ron Wicks, Matt Pavelich |

| 4 avril | Canadiens de Montréal | 4-2 (0-1, 3-1, 1-0) | Maple Leafs de Toronto | Forum de Montréal |

| Feuille de match | Feuille de match | Feuille de match        | Feuille de match                                                                          | Feuille de match |
| ---------------- | --- | ----------------------- | ----------------------------------------------------------------------------------------- | ---------------- |
|                  | - Balon — 23 min 35 s Larose (Rousseau) — 32 min 3 s - Rousseau (Roberts) — 39 min 35 s (IN) Provost — 59 min 30 s (CV) | 0-1 1-1 2-1 2-2 3-2 4-2 | McKenney (Bathgate, Horton) — 5 min 37 s - McKenney (Horton, Armstrong) — 37 min 20 s - - |                  |
| Hodge            | Gardiens | Bower                   |                                                                                           |                  |
|                  | |                         |                                                                                           |                  |
|                  | |                         |                                                                                           |                  |

| 7 avril | Maple Leafs de Toronto | 3-0 (0-0, 2-0, 1-0) | Canadiens de Montréal | Maple Leaf Gardens |

| Feuille de match | Feuille de match                                                                                           | Feuille de match | Feuille de match | Feuille de match                                      |
| ---------------- | --- | ---------------- | ---------------- | ----------------------------------------------------- |
|                  | McKenney (Stanley, Keon) — 28 min 59 s Baun (Stanley) — 34 min 7 s Bathgate (Pulford, Kelly) — 46 min 10 s | 1-0 2-0 3-0      | - -              | Arbitrage : Frank Udvari George Hayes, Neil Armstrong |
| Bower            | Gardiens                                                                                                   | Hodge            |                  | Arbitrage : Frank Udvari George Hayes, Neil Armstrong |
|                  | |                  |                  | Arbitrage : Frank Udvari George Hayes, Neil Armstrong |
| 25               | Tirs | 29               |                  | Arbitrage : Frank Udvari George Hayes, Neil Armstrong |

| 9 avril | Canadiens de Montréal | 1-3 (0-2, 0-0, 1-1) | Maple Leafs de Toronto | Forum de Montréal |

| Feuille de match | Feuille de match              | Feuille de match | Feuille de match                                                 | Feuille de match                                 |
| ---------------- | ----------------------------- | ---------------- | ---------------------------------------------------------------- | ------------------------------------------------ |
|                  | - Backstrom (Talbot, Hicke) - | 0-1 0-2 1-2 1-3  | Keon (McKenney, Baun) Keon (Armstrong) - Keon (Armstrong, Kelly) | Arbitrage : John Ashley Matt Pavelich, Ron Wicks |
| Bower            | Gardiens                      | Hodge            |                                                                  | Arbitrage : John Ashley Matt Pavelich, Ron Wicks |
|                  |                               |                  |                                                                  | Arbitrage : John Ashley Matt Pavelich, Ron Wicks |
| 32               | Tirs                          | 38               |                                                                  | Arbitrage : John Ashley Matt Pavelich, Ron Wicks |

#### Chicago contre Détroit
| 26 mars | Black Hawks de Chicago | 4-1 (1-1, 0-0, 3-0) | Red Wings de Détroit | Chicago Stadium |

| Feuille de match | Feuille de match | Feuille de match    | Feuille de match                                   | Feuille de match                              |
| ---------------- | --- | ------------------- | -------------------------------------------------- | --------------------------------------------- |
|                  | - A. McDonald (Pilote, Mikita) — 15 min 6 s Pilote (A. McDonald, Mikita) — 46 min 42 s Balfour (Hay, Hull) — 48 min 27 s Mikita (Pilote, Hull) — 56 min 23 s (SN) | 0-1 1-1 2-1 3-1 4-1 | A. Pronovost (Martin, Henderson) — 12 min 16 s - - | Arbitrage : Art Skov Matt Pavelich, Ron Wicks |
| Hall             | Gardiens | Sawchuk             |                                                    | Arbitrage : Art Skov Matt Pavelich, Ron Wicks |
|                  | |                     |                                                    | Arbitrage : Art Skov Matt Pavelich, Ron Wicks |
| 34               | Tirs | 25                  |                                                    | Arbitrage : Art Skov Matt Pavelich, Ron Wicks |

| 29 mars | Black Hawks de Chicago | 4-5 (0-2, 2-2, 2-1) | Red Wings de Détroit | Chicago Stadium |

| Feuille de match | Feuille de match | Feuille de match                            | Feuille de match | Feuille de match                                 |
| ---------------- | --- | ------------------------------------------- | --- | ------------------------------------------------ |
|                  | - Hay (Pilote, Balfour) — 36 min 59 s Hay (Hull, Balfour) — 37 min 46 s - Nesterenko (Murphy, Pilote) — 44 min 1 s Nesterenko (McKenzie, Pilote) — 44 min 34 s | 0-1 0-2 0-3 1-3 2-3 2-4 2-5 4-5             | Ullman (Delvecchio, Howe) — 8 min 45 s Ullman (Jeffrey, Henderson) — 16 min 16 s Pronovost (MacGregor) — 23 min 18 s (IN) - Howe (Gadsby, Delvecchio) — 39 min 57 s Ullman (Jeffrey) — 42 min 59 s - | Arbitrage : John Ashley Matt Pavelich, Ron Wicks |
| Hall             | Gardiens | Sawchuk (5 min 22 s) Champoux (54 min 38 s) | | Arbitrage : John Ashley Matt Pavelich, Ron Wicks |
|                  | |                                             | | Arbitrage : John Ashley Matt Pavelich, Ron Wicks |
| 30               | Tirs | 22                                          | | Arbitrage : John Ashley Matt Pavelich, Ron Wicks |

| 31 mars | Red Wings de Détroit | 3-0 (1-0, 0-0, 2-0) | Black Hawks de Chicago | Olympia Stadium |

| Feuille de match | Feuille de match | Feuille de match | Feuille de match | Feuille de match                                      |
| ---------------- | --- | ---------------- | ---------------- | ----------------------------------------------------- |
|                  | MacGregor (Martin, Howe) — 5 min 10 s Henderson (M. Pronovost, Ullman) — 44 min 51 s Delvecchio (Howe, Gadsby) — 57 min 43 s (IN) | 1-0 2-0 3-0      | - -              | Arbitrage : Frank Udvari Neil Armstrong, George Hayes |
| Sawchuk          | Gardiens | Hall             |                  | Arbitrage : Frank Udvari Neil Armstrong, George Hayes |
|                  | |                  |                  | Arbitrage : Frank Udvari Neil Armstrong, George Hayes |
| 26               | Tirs | 26               |                  | Arbitrage : Frank Udvari Neil Armstrong, George Hayes |

| 2 avril | Red Wings de Détroit | 2-3 (pr) (1-1, 1-0, 0-0, 1-1) | Black Hawks de Chicago | Olympia Stadium |

| Feuille de match                           | Feuille de match                                                                                    | Feuille de match    | Feuille de match                                                                                        | Feuille de match |
| ------------------------------------------ | --------------------------------------------------------------------------------------------------- | ------------------- | --- | ---------------- |
|                                            | P. MacDonald (Ullman, Delvecchio) — 7 min 15 s (SN) - Howe (Ullman, P. MacDonald) — 21 min 19 s - - | 1-0 1-1 2-1 2-2 2-3 | - A. McDonald (Wharram, Mikita) — 8 min 4 s - Pilote — 49 min 24 s Balfour (Mikita, Hull) — 68 min 21 s |                  |
| Sawchuk (21 min 55 s) Crozier (38 min 5 s) | Gardiens                                                                                            | Hall                | |                  |
|                                            | |                     | |                  |
| 30                                         | Tirs                                                                                                | 39                  | |                  |

| 5 avril | Black Hawks de Chicago | 3-2 (1-0, 0-1, 2-1) | Red Wings de Détroit | Chicago Stadium |

| Feuille de match | Feuille de match                                                                  | Feuille de match    | Feuille de match                                                                            | Feuille de match |
| ---------------- | --------------------------------------------------------------------------------- | ------------------- | ------------------------------------------------------------------------------------------- | ---------------- |
|                  | Hull (Mikita) — 2 min 32 s (SN) - Wharram — 45 min 20 s Mikita (Hillman) — 56 min | 1-0 1-1 1-2 2-2 3-2 | - Howe (Smith, Ullman) — 25 min 48 s (SN) A. Pronovost (Joyal, MacGregor) — 45 min 12 s - - |                  |
| Hall             | Gardiens                                                                          | Crozier             |                                                                                             |                  |
|                  |                                                                                   |                     |                                                                                             |                  |
|                  |                                                                                   |                     |                                                                                             |                  |

| 7 avril | Red Wings de Détroit | 7-2 (1-1, 4-1, 2-0) | Black Hawks de Chicago | Olympia Stadium |

| Feuille de match | Feuille de match | Feuille de match                    | Feuille de match                                | Feuille de match |
| ---------------- | --- | ----------------------------------- | ----------------------------------------------- | ---------------- |
|                  | Ullman (P. MacDonald, Smith) - Howe (Ullman, M. Pronovost) P. MacDonald (Howe, Ullman) A. Pronovost (Henderson, Barkley) - Ullman (Jeffrey, M. Pronovost) Ullman MacGregor (A. Pronovost, Joyal) | 1-0 1-1 2-1 3-1 4-1 4-2 5-2 6-2 7-2 | - Wharram (Hull, Mikita) - Mikita (Wharram) - - |                  |
| Sawchuk          | Gardiens | Hall (40 min) DeJordy (20 min)      |                                                 |                  |
|                  | |                                     |                                                 |                  |
| 26               | Tirs | 27                                  |                                                 |                  |

| 9 avril | Black Hawks de Chicago | 2-4 (0-2, 2-1, 0-1) | Red Wings de Détroit | Chicago Stadium |

| Feuille de match | Feuille de match                                                     | Feuille de match                  | Feuille de match | Feuille de match |
| ---------------- | -------------------------------------------------------------------- | --------------------------------- | --- | ---------------- |
|                  | - Hay — 31 min 8 s (SN) - Hull (Nesterenko, MacNeil) — 34 min 42 s - | 0-1 0-2 1-2 1-3 2-3 2-4           | Smith (Jeffrey, Ullman) — 1 min 55 s Howe — 5 min 6 s - Delvecchio (Howe, Barkley) — 31 min 37 s - P. MacDonald (Delvecchio, Howe) — 48 min 18 s (SN) |                  |
| Hall             | Gardiens                                                             | Sawchuk (40 min) Crozier (20 min) | |                  |
|                  |                                                                      |                                   | |                  |
| 35               | Tirs                                                                 | 19                                | |                  |

### Finale de la Coupe Stanley
| 11 avril | Maple Leafs de Toronto | 3-2 (1-2, 0-0, 2-0) | Red Wings de Détroit | Maple Leaf Gardens |

| Feuille de match | Feuille de match                                                                                                   | Feuille de match    | Feuille de match                                                                          | Feuille de match |
| ---------------- | --- | ------------------- | ----------------------------------------------------------------------------------------- | ---------------- |
|                  | - Armstrong (Stanley, McKenney) — 4 min 44 s - Armstrong (Kelly, McKenney) — 44 min 2 s Pulford — 59 min 58 s (IN) | 0-1 1-1 1-2 2-2 3-2 | MacGregor (Barkley) — 4 min 31 s - Howe (P. MacDonald, Delvecchio) — 10 min 25 s (SN) - - |                  |
| Bower            | Gardiens | Sawchuk             |                                                                                           |                  |
|                  | |                     |                                                                                           |                  |
| 29               | Tirs | 30                  |                                                                                           |                  |

| 14 avril | Maple Leafs de Toronto | 3-4 (pr) (1-1, 0-2, 2-0, 0-1) | Red Wings de Détroit | Maple Leaf Gardens |

| Feuille de match | Feuille de match | Feuille de match            | Feuille de match | Feuille de match                                 |
| ---------------- | --- | --------------------------- | --- | ------------------------------------------------ |
|                  | Stanley (Kelly, Mahovlich) — 4 min 41 s - Kelly (Baun, Mahovlich) — 51 min 57 s Ehman (Bathgate, Stewart) — 59 min 17 s - | 1-0 1-1 1-2 1-3 2-3 3-3 3-4 | - Ullman (Gadsby, Jeffrey) — 12 min 43 s Joyal (Barkley) — 23 min 19 s Smith (Howe) — 35 min 15 s (SN) - Jeffrey (Howe, Ullman) — 67 min 52 s | Arbitrage : Vern Buffey Matt Pavelich, Ron Wicks |
| Bower            | Gardiens | Sawchuk                     | | Arbitrage : Vern Buffey Matt Pavelich, Ron Wicks |
|                  | |                             | | Arbitrage : Vern Buffey Matt Pavelich, Ron Wicks |
| 26               | Tirs | 45                          | | Arbitrage : Vern Buffey Matt Pavelich, Ron Wicks |

| 16 avril | Red Wings de Détroit | 4-3 (3-0, 0-1, 1-2) | Maple Leafs de Toronto | Olympia Stadium |

| Feuille de match | Feuille de match | Feuille de match            | Feuille de match | Feuille de match                                     |
| ---------------- | --- | --------------------------- | --- | ---------------------------------------------------- |
|                  | Smith — 2 min 40 s MacGregor (Barkley, Martin) — 3 min 38 s Smith (Ullman, Delvecchio) — 14 min 47 s (SN) - Delvecchio (Howe, A. Pronovost) — 59 min 43 s | 1-0 2-0 3-0 3-1 3-2 3-3 4-3 | - Bathgate (Mahovlich, Kelly) — 24 min 16 s (IN) Keon (McKenney, Armstrong) — 47 min 34 s McKenney (Horton, Keon) — 58 min 47 s - | Arbitrage : John Ashley Neil Armstrong, George Hayes |
| Sawchuk          | Gardiens | Bower                       | | Arbitrage : John Ashley Neil Armstrong, George Hayes |
|                  | |                             | | Arbitrage : John Ashley Neil Armstrong, George Hayes |
| 31               | Tirs | 30                          | | Arbitrage : John Ashley Neil Armstrong, George Hayes |

| 18 avril | Red Wings de Détroit | 2-4 (0-1, 2-1, 0-2) | Maple Leafs de Toronto | Olympia Stadium |

| Feuille de match | Feuille de match                                                               | Feuille de match        | Feuille de match | Feuille de match                              |
| ---------------- | ------------------------------------------------------------------------------ | ----------------------- | --- | --------------------------------------------- |
|                  | - MacGregor (Joyal) — 25 min 57 s Howe (Ullman, Jeffrey) — 33 min 5 s (SN) - - | 0-1 1-1 2-1 2-2 2-3 2-4 | Keon (Horton, McKenney) — 5 min 45 s - Keon (McKenney, Armstrong) — 36 min (SN) Baun (Mahovlich, Kelly) — 50 min 55 s Mahovlich (Stewart, Pulford) — 58 min 9 s | Arbitrage : Art Skov Matt Pavelich, Ron Wicks |
| Sawchuk          | Gardiens                                                                       | Bower                   | | Arbitrage : Art Skov Matt Pavelich, Ron Wicks |
|                  |                                                                                |                         | | Arbitrage : Art Skov Matt Pavelich, Ron Wicks |
| 25               | Tirs                                                                           | 31                      | | Arbitrage : Art Skov Matt Pavelich, Ron Wicks |

| 21 avril | Maple Leafs de Toronto | 1-2 (0-1, 0-0, 1-1) | Red Wings de Détroit | Maple Leaf Gardens |

| Feuille de match | Feuille de match                                     | Feuille de match | Feuille de match                                                     | Feuille de match |
| ---------------- | ---------------------------------------------------- | ---------------- | -------------------------------------------------------------------- | ---------------- |
|                  | - Armstrong (Mahovlich, Bathgate) — 54 min 57 s (SN) | 0-1 0-2 1-2      | Howe (Delvecchio) — 10 min 52 s Joyal (A. Pronovost) — 47 min 50 s - |                  |
| Bower            | Gardiens                                             | Sawchuk          |                                                                      |                  |
|                  |                                                      |                  |                                                                      |                  |
| 32               | Tirs                                                 | 33               |                                                                      |                  |

| 23 avril | Red Wings de Détroit | 3-4 (pr) (0-1, 3-2, 0-0, 0-1) | Maple Leafs de Toronto | Olympia Stadium |

| Feuille de match | Feuille de match | Feuille de match            | Feuille de match | Feuille de match                                 |
| ---------------- | --- | --------------------------- | --- | ------------------------------------------------ |
|                  | - Henderson (Martin) — 24 min 20 s Martin (MacMillan, Howe) — 30 min 56 s (SN) - Howe (Delvecchio, Gadsby) — 35 min 56 s - - | 0-1 1-1 2-1 2-2 3-2 3-3 3-4 | Pulford (Stanley) — 17 min 1 s (IN) - Pulford (Stewart, Brewer) — 34 min 36 s - Harris (Armstrong, Baun) — 37 min 48 s Baun (Pulford) — 61 min 43 s | Arbitrage : Vern Buffey Matt Pavelich, Ron Wicks |
| Sawchuk          | Gardiens | Bower                       | | Arbitrage : Vern Buffey Matt Pavelich, Ron Wicks |
|                  | |                             | | Arbitrage : Vern Buffey Matt Pavelich, Ron Wicks |
| 32               | Tirs | 38                          | | Arbitrage : Vern Buffey Matt Pavelich, Ron Wicks |

| 25 avril | Maple Leafs de Toronto | 4-0 (1-0, 0-0, 3-0) | Red Wings de Détroit | Maple Leaf Gardens |

| Feuille de match | Feuille de match | Feuille de match | Feuille de match | Feuille de match                                     |
| ---------------- | --- | ---------------- | ---------------- | ---------------------------------------------------- |
|                  | Bathgate — 3 min 4 s Keon (Harris) — 44 min 36 s Kelly (Mahovlich, Stanley) — 45 min 53 s Armstrong (Mahovlich) — 55 min 26 s | 1-0 2-0 3-0 4-0  | - -              | Arbitrage : John Ashley Neil Armstrong, George Hayes |
| Bower            | Gardiens | Sawchuk          |                  | Arbitrage : John Ashley Neil Armstrong, George Hayes |
|                  | |                  |                  | Arbitrage : John Ashley Neil Armstrong, George Hayes |
| 33               | Tirs | 33               |                  | Arbitrage : John Ashley Neil Armstrong, George Hayes |